# Bichișciaba
Bichișciaba (în maghiară Békéscsaba, în slovacă Békešská Čaba) este un oraș în districtul Békéscsaba, județul Békés, Ungaria, având o populație de 60.726 de locuitori (2011).

## Personalități născute aici
- Gyula Hegyi (n. 1951), om politic maghiar;
- Enikő Mihalik (n. 1987), fotomodel;
- Henrietta Ónodi (n. 1974), gimnastă;
- László Vidovszky (n. 1944), compozitor, pianist;
- Ján Valašťan Dolinský, jurnalist, folclorist slovac, specialist în esperanto;
- Oswald Adler (1912 - 2005), gravor, pictor, care a locuit o perioadă și în România; stabilit ulterior în Israel.

## Demografie
Componența etnică a municipiului Bichișciaba
     Maghiari (92,16%)
     Slovaci (4,39%)
     Necunoscut (0,83%)
     Alții (2,61%)
Componența confesională a municipiului Bichișciaba
     Fără religie (32,36%)
     Romano-catolici (17,61%)
     Luterani (13,19%)
     Reformați (7,26%)
     Atei (1,69%)
     Necunoscută (27,42%)
     Alte religii (2,25%)
Componența etnică a municipiului Bichișciaba în 1881. 
     Slovaci (73,8%)
     Maghiari (19,2%)
     Alții (7%)
Conform recensământului din 2011, orașul Bichișciaba avea 60.726 de locuitori. Din punct de vedere etnic, majoritatea locuitorilor (92,16%) erau maghiari, cu o minoritate de slovaci (4,39%). Apartenența etnică nu este cunoscută în cazul a 0,83% din locuitori. Nu există o religie majoritară, locuitorii fiind persoane fără religie (32,36%), romano-catolici (17,61%), luterani (13,19%), reformați (7,26%) și atei (1,69%). Pentru 27,42% din locuitori nu este cunoscută apartenența confesională.

În anul 1881 la Bichișciaba locuiau 32.616 de persoane, din care 24.073 slovaci, 6.250 maghiari și 2293 din alte etnii. 